# Jonas Baeck
Jonas Baeck (* 29. Dezember 1981 in Köln) ist ein deutscher Schauspieler, Buchautor und Sprecher.

## Leben
Baeck sammelte im Alter von 18 Jahren seine ersten schauspielerischen Erfahrungen. Kurz vor seinem Abitur kam er zu einer freien Theatergruppe, bei der er u. a. in Shakespeares Ein Sommernachtstraum und Hamlet auftrat. Später war er gelegentlich auch als Straßenmusiker aktiv. Er absolvierte von 2003 bis 2006 eine Schauspielausbildung an der Schauspielschule Bochum der Folkwang Universität der Künste.
Er hatte erste Theaterengagements am Stadttheater Bielefeld (Spielzeit 2005/06), am Schauspielhaus Bochum (2006) und am Theater im Bauturm in Köln (Spielzeit 2007/08). Am Theater im Bauturm spielte er in Der Kick von Andres Veiel und Gesine Schmidt; außerdem trat er dort als Lucky in Warten auf Godot auf. 2007 erhielt er den Kölner Theaterpreis für seine Rolle in Der Kick am Theater im Bauturm Köln. In der Spielzeit 2007/08 war er festes Ensemblemitglied am Kinder- und Jugendtheater Schnawwl in Mannheim.
2009 spielte Jonas Baeck bei den Burgfestspielen Bad Vilbel die Titelrolle in Shakespeares Hamlet. Von 2010 bis 2013 trat er am Prinzregenttheater in Bochum in der Titelrolle von Kleists Prinz Friedrich von Homburg auf.
Seit 2011 ist Baeck Ensemblemitglied des Kölner Theaterensembles „Acting Accomplices“, zu dessen Mitgründern er gehört. 2011 spielte er in einer Produktion von „Acting Accomplices“ am Theater im Bauturm in dem Stück Leere Stadt von Dejan Dukovski, wofür er 2013 den Heidelberger Theaterpreis erhielt. In der Spielzeit 2011/12 gastierte er am Freien Werkstatt Theater Köln als Wilhelm Meister in einer Bühnenfassung von Goethes Wilhelm Meisters Lehrjahre. 2012 folgten Engagements am Artheater Köln und in den Sophiensaelen in Berlin. 2013 übernahm er am Theater im Bauturm in Köln die Rolle des Lebemanns Jack Worthing in der Komödie Bunbury.
Im Oktober/November 2014 spielte er im Orangerie-Theater im Volksgarten in Köln eine Hauptrolle in Nis-Momme Stockmanns Stück Der Freund krank. 2014 erhielt er gemeinsam mit seinem Bruder Jean Paul den Kölner Darstellerpreis, besonders für ihre Rollen in Der Freund krank.
Baeck wirkte auch in mehreren Kino- und Fernsehproduktionen mit. In Benny und Rob (2006), dem Diplomfilm der Regisseurin Zrinka Budimlija an der Kunsthochschule für Medien Köln, spielte er die Rolle des 15-jährigen geistig behinderten Benny. Für seine Darstellung erhielt er 2006 bei den Lüchow Open Shorts den Preis als „Bester Nachwuchsdarsteller“. Sein Fernsehdebüt hatte er, ebenfalls unter der Regie von Zrinka Budimlija, 2008 in dem in der WDR-Reihe „Kinozeit: Debütfilm“ gezeigten Episodenfilm Code 21, im Segment Super Skyline, mit Oliver Moser, Felix Bold, Johannes Hauer und Maike Jüttendonk als Partnern.
Seine erste Kinohauptrolle hatte Baeck in der Tragikomödie Kleinstatthelden (2010) von Marc Schaumburg. Er verkörperte darin Janosch, einen erfolglosen Musiker Anfang 20, der in seine Heimatstadt zurückkehrt und dort von seiner Vergangenheit eingeholt wird. In der Kinokomödie Der Blender (2012) hatte er eine Nebenrolle; er war der Bankmitarbeiter Dennis. In Lars von Triers Filmdrama Nymphomaniac (2013) war er in einer kurzen Sexszene mit Stacy Martin zu sehen.
In der Fernsehserie Club der roten Bänder (2015) hatte er eine durchgehende Seriennebenrolle; er spielte Dr. Hein, einen Arzt in der Onkologie. Baeck hatte außerdem Episodenrollen in den Fernsehserien Danni Lowinski (2012; als des sexuellen Missbrauchs beschuldigter Erzieher Manuel Berger), SOKO Köln (2014; als Koch und Zeuge Ralf Jenke) und Heiter bis tödlich: Morden im Norden (2014; als Tatverdächtiger Kai Ellerbeck). Im 4. Film der TV-Krimireihe Die Füchsin (2019) spielte Baeck den Fabrikarbeiter und Informanten Niko.
Baeck war auch als Synchronsprecher und Hörspielsprecher, u. a. bei Radio-Features und Hörspielen für den WDR (u. a. als Geselle Michal in Krabat), den Deutschlandfunk und die Deutsche Welle tätig. 2010 erhielt er für seine Leistung in der Hauptrolle im Hörspiel Kennst Du schon Ken? von Simon Kamphans/Matthias Lang den ARD-Hörspielpreis.
2019 veröffentlichte Baeck ein Buch bei Kiepenheuer & Witsch über eine 2005 unternommene Reise nach Dublin: Wenn die Sonne rauskommt, fahr ich ohne Geld: Mit dem Roller nach Dublin.
Baeck lebt in Köln.

## Filmografie (Auswahl)
- 2006: Benny und Bob (Kurzfilm)
- 2008: Code 21 (Fernsehfilm)
- 2010: Kleinstatthelden (Kinofilm)
- 2012: Der Blender (Kinofilm)
- 2012: Danni Lowinski (Fernsehserie; Folge: Ungeheuerlich)
- 2012: Zu schön um wahr zu sein (Fernsehfilm)
- 2013: Nymphomaniac (Kinofilm)
- 2014: Ohne Dich (Fernsehfilm)
- 2014: SOKO Köln (Fernsehserie; Folge: Du sollst nicht töten)
- 2014: Heiter bis tödlich: Morden im Norden (Fernsehserie; Folge: Gevatter Tod)
- 2015–2017: Club der roten Bänder (Fernsehserie; Seriennebenrolle)
- 2015: Tatort: Benutzt (Fernsehreihe)
- 2019: SOKO Stuttgart (Fernsehserie; Folge: Schlaflabor)
- 2019: Die Füchsin – Im goldenen Käfig
- 2021: Lu von Loser (Fernsehserie)
- 2022: Tatort: Des Teufels langer Atem
- 2023: Rentnercops (Fernsehserie; Folge: Glamping)